# Desastre das Ilhas Scilly de 1707

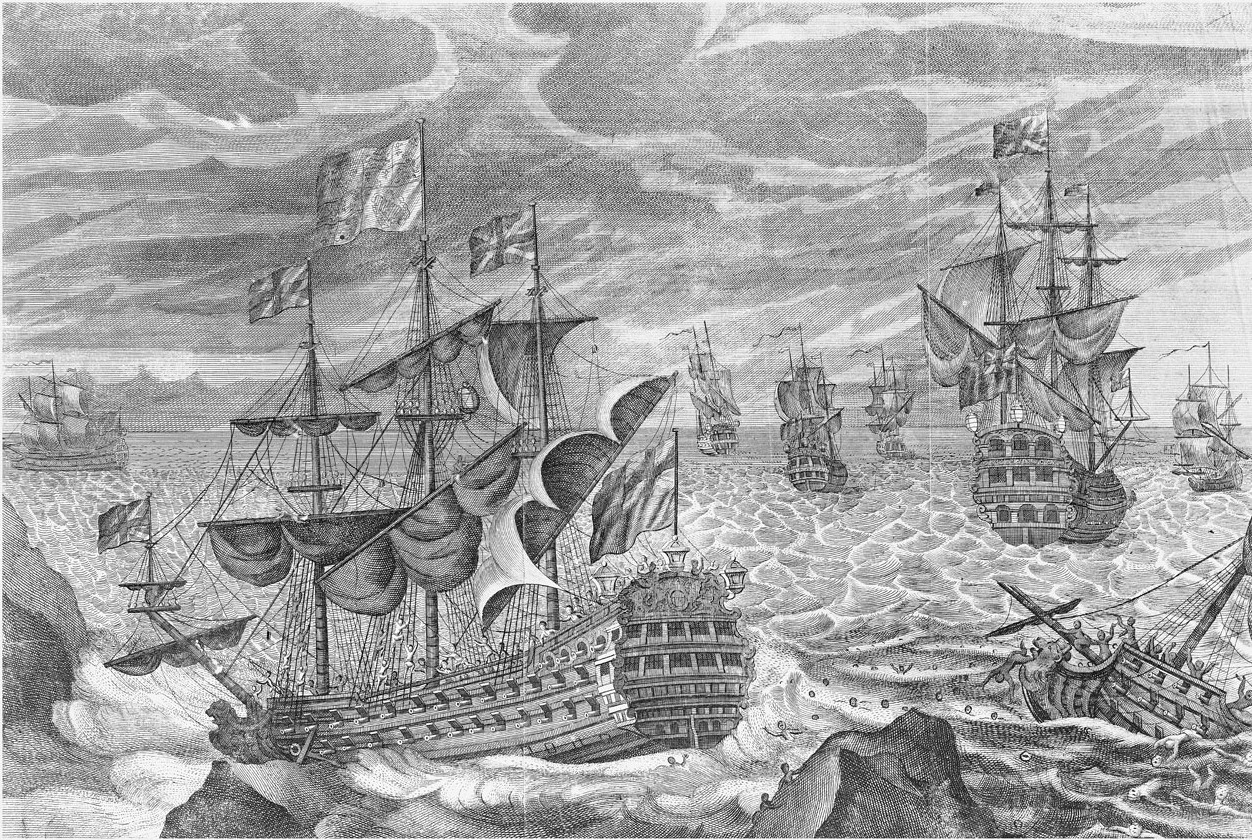
Uma gravura do desastre do século XVIII, com o HMS Association no centro

O Desastre das Ilhas Scilly de 1707 foi um naufrágio de 4 navios da Marinha Real Britânica ocorrida em 22 de outubro de 1707 nas proximidades das Ilhas Scilly.

## Histórico
No verão de 1707, acontecia a chamada Guerra da Sucessão Espanhola. Austríacos e holandeses, sob o comando do príncipe Eugene tentavam tomar o porto de Toulon. O reino da Grã-Bretanha enviou uma frota de apoio, liderada pelo comandante Sir Cloudesley Shovell. Derrotados pelos exércitos franceses e espanhóis, a frota britânica foi "obrigada" a voltar para casa. 
Na névoa densa da noite escura de 22 outubro de 1707, o experiente almirante britânico simplesmente calculou mal sua posição no Atlântico (em consenso com o restante dos navegadores, eles calcularam que estavam próximo a Ilha Ouessant) e a nau capitânia se chocou contra as pedras das Ilhas Scilly, um arquipélago a sudoeste da Inglaterra. O resto da frota a seguiu cegamente, encalhando e empilhando-se sobre as pedras, um navio após outro. Perderam-se quatro navios de guerra e duas mil vidas. O que causou o desastre não foi a ignorância do almirante, mas a falta de habilidade em medir algo de extrema importância para a navegação: a longitude. Embora o conceito de latitude e longitude já existisse desde o inicio do século I a.C., em 1707 ainda não se tinha conseguido delinear um modo preciso de medir a longitude.
Marinheiros profissionais como Cloudesley Shovell tinham de calcular seu avanço adivinhando a velocidade média jogando um pedaço de madeira pela borda da embarcação e cronometrar quanto tempo levava para flutuar da proa à popa.
Por conta deste desastre, o parlamento inglês criou em 1714 o chamado Longitud Act com o fim específico de resolver o problema. Com este ato parlamentar, eles criaram o chamado Longitude prize, que daria um prêmio 20.000 libras a quem resolvesse o problema de determinar a longitude de uma embarcação em alto mar.

## Na Mídia
- Este desastre foi tema do seriado lançado em 2000 por uma emissora de TV britânica intitulado Longitude[3].